# Občina Maribor-Ruše
Občina Maribor-Ruše je nekdanja občina v Sloveniji, ki je pokrivala naselje Ruše in bližnjo okolico. Skupaj z ostalimi mariborskimi občinami je sestavljala posebno družbeno-politično skupnost imenovano Skupščina mesta Maribor. Sedež občine se je nahajal na Kolodvorski ulici 9 v Rušah. V letu 1990 se je skladno z zakonom preoblikovala v samostojno Občino Ruše.

## Zgodovina
Po drugi svetovni vojni so bile Ruše z okolico večinoma vključene v veliko občino Maribor. 
Ob koncu 70-ih let 20. stoletja pa so razprave v domači strokovni javnosti opozarjale na velike dimenzije enotne mariborske občine in na nujnost njenega preoblikovanja. Leta 1979 je v Mariboru potekala širša razprava o strategiji preoblikovanja, nakar je bil v marcu 1980 razpisan referendum, kjer so občani podprli predloge družbeno-političnih organizacij, tako da se območje dotedanje velike občine Maribora preoblikovalo v šest mestnih občin. Tako je bila ustanovljena tudi občina Maribor-Ruše. 
Občina preneha z delovanjem v letu 1990 ko se občine: Maribor-Center, Maribor-Pobrežje, Maribor-Tabor in Maribor-Tezno ponovno združijo v enotno občino, občini Pesnica in Ruše pa postaneta samostojni. 

## Geografija
Območje občine je obsegalo naselje Ruše in bližnje kraje, tako na levem, kot na desnem bregu Drave, z obsežnimi gozdnimi področji na Pohorju in Kozjaku. 
Občina je merila 209 kvadratnih kilometrov. V letu 1980 je imela 14.833 prebivalcev, kar je pomenilo da je najmanjša izmed vseh šestih mariborskih občin.

## Upravno politična delitev
V občini je bilo 5 krajevnih skupnosti: Bistrica pri Limbušu, Lovrenc na Pohorju, Ruše, Selnica ob Dravi in Smolnik-Fala.